# غيبوس
غيبوس أو بلدية غيبوس (بالتاغالوغية: Bayan ng Guipos)‏ هي بلدية في مقاطعة زامبوانجا ديل سور، الفلبين. يبلغ عدد سكانها 21738 نسمة حسب تعداد 2020.

## المناخ
| البيانات المناخية لـبلدية غيبوس   | البيانات المناخية لـبلدية غيبوس | البيانات المناخية لـبلدية غيبوس | البيانات المناخية لـبلدية غيبوس | البيانات المناخية لـبلدية غيبوس | البيانات المناخية لـبلدية غيبوس | البيانات المناخية لـبلدية غيبوس | البيانات المناخية لـبلدية غيبوس | البيانات المناخية لـبلدية غيبوس | البيانات المناخية لـبلدية غيبوس | البيانات المناخية لـبلدية غيبوس | البيانات المناخية لـبلدية غيبوس | البيانات المناخية لـبلدية غيبوس | البيانات المناخية لـبلدية غيبوس |
| الشهر                             | يناير                           | فبراير                          | مارس                            | أبريل                           | مايو                            | يونيو                           | يوليو                           | أغسطس                           | سبتمبر                          | أكتوبر                          | نوفمبر                          | ديسمبر                          | المعدل السنوي                   |
| --------------------------------- | ------------------------------- | ------------------------------- | ------------------------------- | ------------------------------- | ------------------------------- | ------------------------------- | ------------------------------- | ------------------------------- | ------------------------------- | ------------------------------- | ------------------------------- | ------------------------------- | ------------------------------- |
| متوسط درجة الحرارة الكبرى °م (°ف) | 29 (84)                         | 30 (86)                         | 30 (86)                         | 30 (86)                         | 29 (84)                         | 28 (82)                         | 27 (81)                         | 27 (81)                         | 28 (82)                         | 28 (82)                         | 29 (84)                         | 29 (84)                         | 29 (84)                         |
| متوسط درجة الحرارة الصغرى °م (°ف) | 20 (68)                         | 20 (68)                         | 21 (70)                         | 22 (72)                         | 23 (73)                         | 23 (73)                         | 22 (72)                         | 22 (72)                         | 22 (72)                         | 22 (72)                         | 22 (72)                         | 20 (68)                         | 22 (71)                         |
| الهطول مم (إنش)                   | 22 (0.9)                        | 18 (0.7)                        | 23 (0.9)                        | 24 (0.9)                        | 67 (2.6)                        | 120 (4.7)                       | 132 (5.2)                       | 156 (6.1)                       | 119 (4.7)                       | 124 (4.9)                       | 54 (2.1)                        | 24 (0.9)                        | 883 (34.6)                      |
| متوسط الأيام الممطرة              | 9.4                             | 9.1                             | 11.5                            | 11.9                            | 20.1                            | 22.5                            | 22.4                            | 23.2                            | 21.5                            | 22.2                            | 15.7                            | 11.5                            | 201                             |
| المصدر: Meteoblue                 |                                 |                                 |                                 |                                 |                                 |                                 |                                 |                                 |                                 |                                 |                                 |                                 |                                 |

## روابط خارجية
- ملف بلدية غيبوس الشخصي في PhilAtlas.com
- معلومات التعداد الفلبينية